# Tranvia di Parla
La tranvia di Parla, entrata in funzione a Parla il 6 maggio 2007, è una rete di trasporto pubblico, gestita da Globalvia, partecipata per l'85% da Globalvia e per il 15% da CCM.

## Linee
Attualmente è stata realizzata soltanto una linea linea circolare, che permette la connessione con la linea C4 delle Cercanías di Madrid in corrispondenza della stazione di Parla.
Sono in progetto altre due linee circolari, i cui lavori sono bloccati a causa della crisi economica.
| Numero          | Stagione | Stagione |
| --------------- | -------- | -------- |
| 1º              |          |          |
| 2º              |          |          |
| 3º              |          |          |
| 4º              |          |          |
| 5º              |          |          |
| 6º              |          |          |
| 7º              |          |          |
| 8º              |          |          |
| 9º              |          |          |
| 10º             |          |          |
| Doppia stazione |          |          |
| 11º             |          |          |
| 12º             |          |          |
| 13º             |          |          |
| 14º             |          |          |
| 15º             |          |          |